# Georg Kalkbrenner

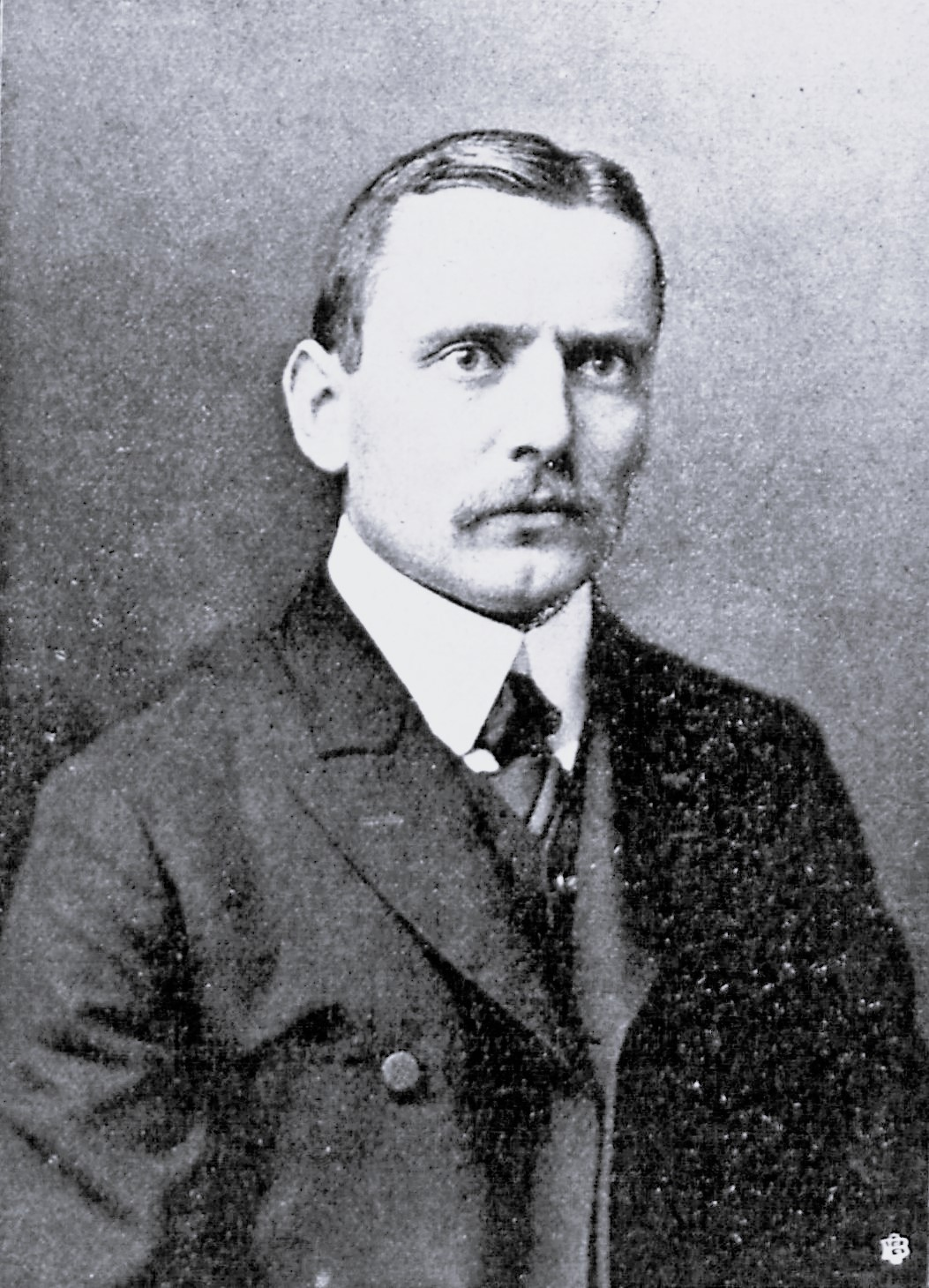
Georg Kalkbrenner

Georg Rudolf Reinhold Kalkbrenner (* 20. Dezember 1875 in Dammer; † 18. Mai 1956 in Lübeck) war Finanzsenator der Hansestadt und ist Träger des Großen Bundesverdienstkreuzes.

## Leben

### Herkunft
Georg wurde als Sohn des Herrn vom Gut Drammer, Reinhold Kalkbrenner, bei Oels in der preußischen Provinz Schlesien geboren.

### Laufbahn
Kalkbrenner besuchte die Volksschule in Dammer und das Oelser Gymnasium. Er studierte Staatswissenschaften an der Schlesischen Friedrich-Wilhelms-Universität, der Friedrich-Wilhelms-Universität zu Berlin, der Georg-August-Universität Göttingen und der Albert-Ludwigs-Universität Freiburg. Neben Handels- und Verwaltungsrecht insbesondere Volkswirtschaft im engeren Sinne, Sozialpolitik und Finanzwirtschaft. Anfang 1899 promovierte er in Freiburg magna cum laude zum Doktor der Staatswissenschaften.
Nach dem Studium gehörte Kalkbrenner seit März 1899, unter der Leitung des Syndikus Siewert, dem Sekretariat der Lübeckischen Handelskammer, dem Vorstand der Kaufmannschaft zu Lübeck, an. Zuerst war er dies als Volunteer, dann als wissenschaftlicher Hilfsarbeiter. Seit 1902 war er zweiter und seit dem Tod des Syndikus' 26. Januar 1904 erster Sekretär der Handelskammer. Er sollte zum Mentor des seit 1903 in der Kammer arbeitenden Erich Wallroth' werden. Vom Lübecker Senat wurde ihm 1906 auf Grund seiner Denkschrift „Über den deutsch-schwedischen Handelsvertrag“ der Titel „Syndikus“ verliehen.
Bereits 1899 war Kalkbrenner Mitglied der Lübeckische Blätter, die das Organ der Gesellschaft zur Beförderung gemeinnütziger Tätigkeit ist, und gehörte von 1906 bis 1911 deren Redaktionsausschuss an. Später wurde er auch Mitglied des Hansischen Geschichtsvereins, der Possehl-Stiftung sowie der Deutschen Auslandsgesellschaft.

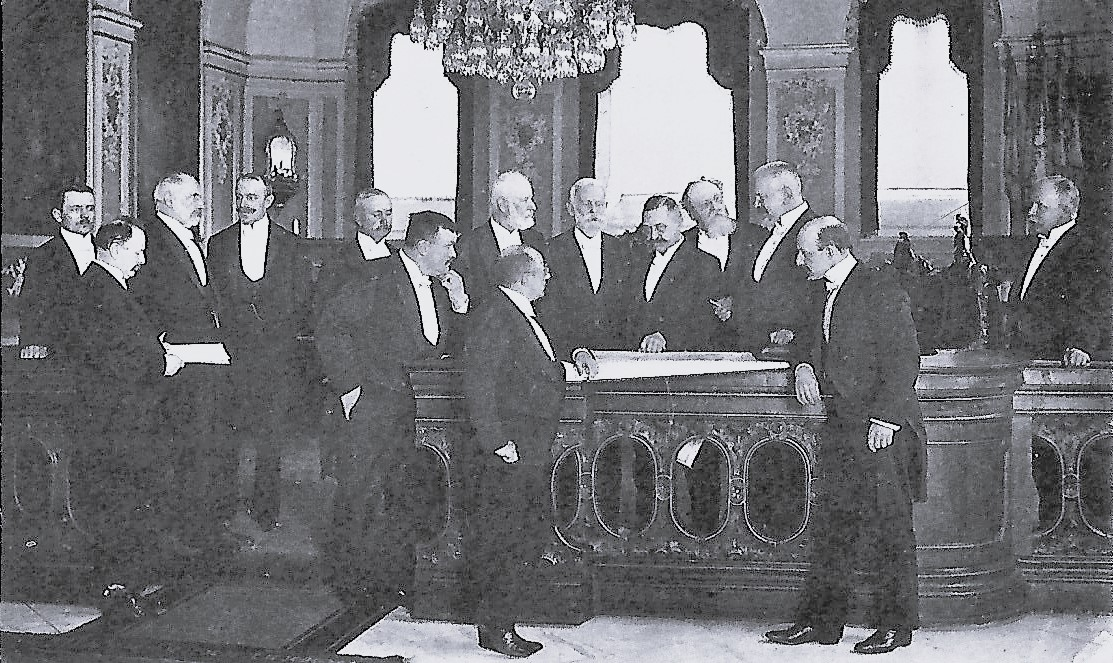
Beginn einer Senatssitzung

Senat und Bürgerschaft wählten am 16. Dezember 1907 im Plenum den Handelskammersyndikus Kalkbrenner für den verabschiedeten Senator Klug in den Senat. Dieses bildete ein Novum, da der Gewählte nie Mitglied der Bürgerschaft, kein Jurist und erst 32-jährig war. Erstmals wurde die herrschende Gepflogenheit, dass alle dem Gelehrtenstand angehörigen Senatsmitglieder aus dem der Juristen zu entnehmen wären, durchbrochen. Die Öffentliche Meinung hingegen erkannte die Wahl als eine besonders glückliche, praktische und hoffnungsvolle an. So war es vor allem die Kaufmannschaft, die diese Wahl begrüßte. Es war eine Ergänzung der Staatsleitung durch die erprobte Person eines durch Handel und Industrie des Lübeckischen Gemeinwesens Hineingewachsenen. Folglich war es nichts anderes als die logische Folge der modernen Entwicklung des Freistaates.
Kalkbrenner war Mitglied der Finanzdepartements und der Rechnungsbehörde. Ferner ist er für die Seefahrtschule und die Behörde für die Irrenanstalt zuständig gewesen und gehörte der Kommission für Handel und Schiffahrt an.
Am 1. März 1910 wurde in Lübeck unter dem Namen „Heimstätten-Gesellschaft m. b. H.“ ein Unternehmen ins Leben gerufen, das bezweckte, minderbemittelten Familien Wohnungen mit größeren Gärten zu verschaffen. Die Häuser sollten später in das Eigentum der Bewohner übergehen. Zunächst waren nur einige Versuchsbauten geplant. Durch statuarische Bestimmungen über die Höhe der Verzinsung des Gesamtkapitals und das Stimmrecht der Gesellschafter über die Veräußerung von Geschäftsanteilen wurde die Gemeinnützigkeit des Unternehmens sichergestellt. Von Beginn an war Kalkbrenner ein Vorstandsmitglied des Unternehmens.
Im Ersten Weltkrieg meldete Kalkbrenner sich als Leutnant der Reserve im August 1914 freiwillig zum Heer und diente im 3. Garde-Regiment zu Fuß aus Berlin. Als dessen Oberleutnant wurde er am 25. September 1915 von seiner neuen Heimatstadt mit dem Lübeckischen Hanseatenkreuz ausgezeichnet. Bei seinem dreijährigen Frontdienst wurde er schwer verwundet. Für die Zeit seiner Abwesenheit im Senat gab er seine Geschäfte als Staatskommissar an der Börse an den früheren Börsenkommissar Fehling, seinen Vorsitz in der Zollkommission an den Senator Lienau ab.
Kalkbrenner, der bis 1918 der Junior des Senats blieb, wuchs während der Demokratisierung des Staates, die neue Lübeckische Verfassung trat 1920 in Kraft, zu der Stellung empor, die er bis zu seinem Tode innehaben sollte. Nach dem Krieg war es zunächst seine Aufgabe die Handelsbeziehungen Lübecks ins Ausland, vor allem in die Länder des Nordens, neu zu knüpfen. Er gründete die Nordische Gesellschaft und übernahm deren Leitung. Mit der von ihr veranstalteten Nordischen Woche 1921 wurden seine Bemühungen erfolgreich.
Ab 1919 war Kalkbrenner Vorsitzender der Kommission für Handel und Schiffahrt und Mitglied der Kommission für Reichs- und auswärtige Angelegenheiten. Stellvertretender Eisenbahnkommissar Lübecks wurde Kalkbrenner 1921. Als Mitglied der Finanzbehörde (vor dem Krieg Finanzdepartement) wurde er, als der parteilose Vorsitzende der Behörde, Senator Neumann, zum Bürgermeister der Stadt gewählt wurde, auch Vorsitzender der Behörde und führte die Stadt durch die Inflation 1923 und die Deflation 1931. Von 1920 bis 1923 war er als Ständiger Stellvertreter des Bürgermeisters, der der Ständige Vertreter von Lübeck war, im in Berlin befindlichen Reichsrat. Als Senator Strack, der diese Stelle als Dienstältester des Lübeckischen Senats bekleidete, 1930 starb, wurde Kalkbrenner, nun Senatsdienstältester, abermals der dortige Ständiger Stellvertreter.
1933 scheiterte der Vorschlag von Senator Geister, dass der Senat am 6. März geschlossen zurücktrete, angeblich nur am Votum Kalkbrenners. In Absprache mit den Nationalsozialisten hätte dieser seine Kollegen aus dem sozialdemokratischen und linksliberalen Lager, unter ihnen der Bürgermeister Paul Löwigt, aus dem Amt gedrängt. Zugleich hievte er mit zwei bürgerlich-konservativen Senatoren Walther Schröder in das Amt des Polizeisenatoren. Er legte am 12. Mai 1933 „freiwillig“ sein Amt als Mitglied des Senates der Freien und Hansestadt Lübeck nieder und trat in den Ruhestand. Gleichzeitig erklärte er, seine Arbeitskraft ehrenamtlich bei der Überleitung zur Verfügung zu stellen.
Im Ruhestand diente er mit seinem erfahrenen Rat und auch auf dem Gebiet der Wohnungswirtschaft und des Siedlungsbaus. Dem hatte er sich bereits in der von ihm vor dem Ersten Weltkrieg gegründeten Lübecker Heimstätten-Gesellschaft, sie verschaffte minderbemittelten Familien gesunde und zweckmäßige Wohnungen in eigens gebauten Häusern, gewidmet. Ihr stand er auch im Ruhestand als Vorsitzender ihres Aufsichtsrats vor. Ab dem Ausbruch des Zweiten Weltkrieges wurde er als Stadtkämmerer reaktiviert.
Nach dem Zusammenbruch gegen Ende des Weltkrieges wurde Kalkbrenner abermals, wie schon nach dem Ersten Weltkrieg, mit der Aufgabe der Neuknüpfung von Beziehungen Lübecks ins Ausland betraut. In Zusammenhang hiermit entstand im Oktober 1949 die Deutsche Auslandsgesellschaft. Kalkbrenner wurde der erste Vorsitzende der bilateralen nichtstaatlichen Organisation für Völkerverständigung und Kulturaustausch. Zudem übernahm Kalkbrenner von 1945 bis zu seinem Ruhestand 1951 erneut die Leitung der Finanzverwaltung von der Hansestadt Lübeck.
Der schleswig-holsteinische Ministerpräsident Lübke zeichnete Kalkbrenner am 31. Januar 1954 mit dem aus Anlass des 70. Geburtstages des Bundespräsidenten von diesem an ihn verliehenen Großen Verdienstkreuz im Kieler Landeshaus als besonders verdienten Fachmann des Kommunalen Finanzwesens und der Allgemeinen Kommunalverwaltung aus.
Anlässlich seines 80. Geburtstages erhielt Kalkbrenner am 18. Dezember 1955 mit der Gedenkmünze Bene Merenti durch Ehrtmann die ihm von Bürgermeister Passarge verliehene einzig noch existierende höchste Auszeichnung der einst freien Stadt.

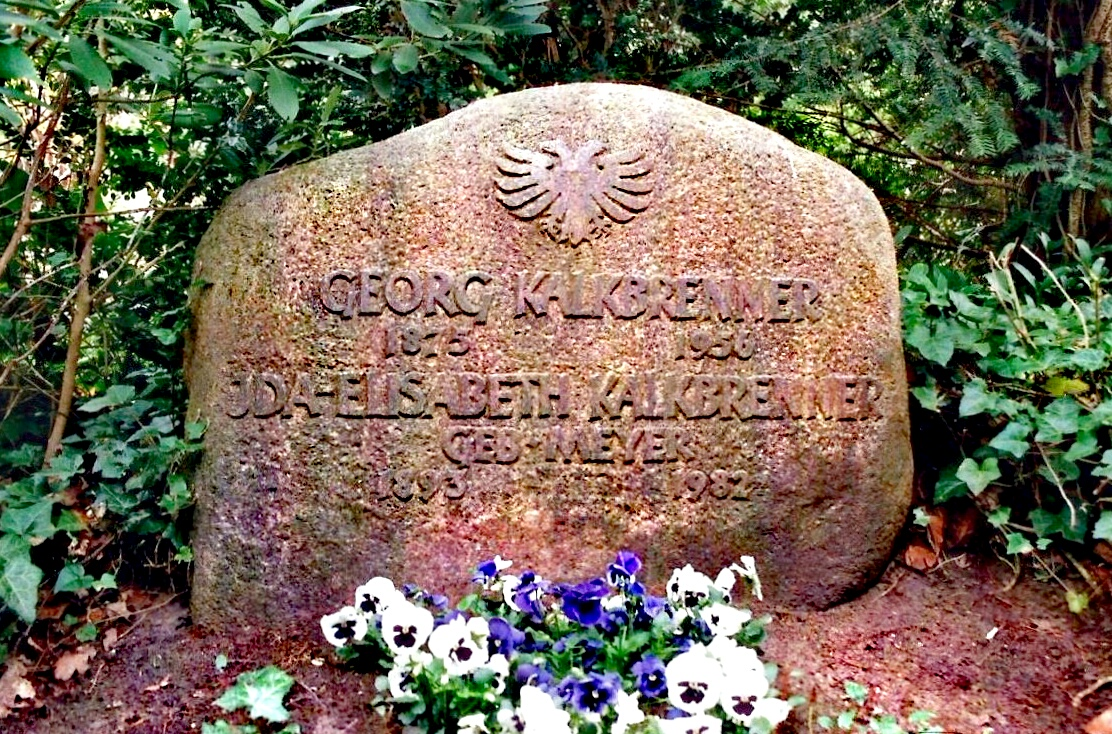
Ehrengrab der Kalkbrenners

Als Kalkbrenner 1956 verstarb, setzte Lübeck seine Flaggen auf halbmast. Er erhielt ein Ehrengrab auf dem Burgtorfriedhof.
Aus einem Bericht, den ein interfraktioneller Arbeitskreis der Stadt 2015 vorlegte, ging Kalkbrenners oben erwähntes politisches Handeln im Jahr 1933 hervor. Der Bericht überprüfte historisch-wissenschaftlich Personen, nach denen Lübecker Straßen benannt sind. Für Kalkbrenner spreche, dass man seine Handlungen aus dem Kontext heraus verstünde. So werde „ein Günter Grass auch als Literat im Gedächtnis bleiben“, und „nicht als einer, der im Alter von 17 Jahren der Waffen-SS“ angehörte. Der Antrag des Grünen Carl Howe im Bauausschuss auf eine Umbenennung der Kalkbrennerstraße im Stadtteil St. Jürgen scheiterte, da das Patt von jeweils sieben Stimmen dafür und dagegen nicht hinreichend war. Da aber die SPD und der Pirat für das Gesuch der Aberkennung der Ehrenbürgerschaft Kalkbrenners 60 Jahre nach der Erteilung deren Zustimmung signalisierten, leitete es Carl Howe dorthin weiter.
Die Lübeckische Bürgerschaft erwählte am 29. Oktober 1951 Kalkbrenner, um sein Lebenswerk entsprechend zu würdigen, zum Ehrenbürger der Stadt. Am 26. November 2015 beschäftigte sich die Lübecker Bürgerschaft, auf Grundlage eines Vermerks zu einem Kurzgutachtens zur Prüfung "belasteter" Straßennamen der Hansestadt Lübeck vom 22. August 2013, mit der Aberkennung seiner Ehrenbürgerwürde. Im Ergebnis überwies die Lübecker Bürgerschaft mit 28 zu 20 Stimmen einen Antrag auf Aberkennung in einen interfraktionellen Arbeitskreis. Ein Beschluss auf Aberkennung der Ehrenbürgerschaft wurde nicht gefasst.

### Familie
Kalkbrenner verheiratete sich mit Ida-Elisabeth, geborenen Meyer, (* 1893; † 1982). Aus der Ehe ginge ein Sohn, Jürgen, hervor. Als promovierter Jurist verließ dieser Lübeck.

## Auszeichnung

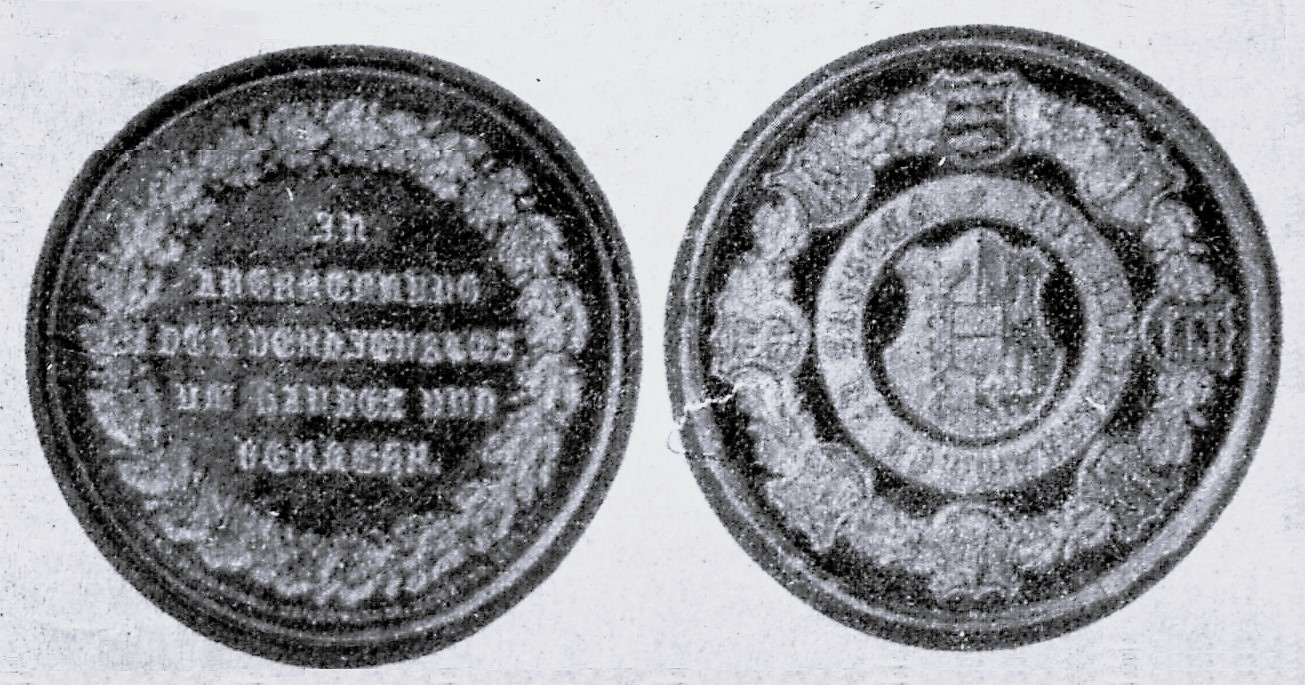
Ehrendenkmünze der Handelskammer zu Lübeck

Anlässlich der 25. Wiederkehr des Tages seiner Wahl in den Senat zeichnete den ehemaligen Handelskammersyndikus deren Präses am 16. Dezember 1932 mit deren Ehrendenkmünze in Goldener Ausprägung als höchster Auszeichnung der Lübecker Handelskammer aus, um Kalkbrenners Verdienste der vorhergehenden 33 Jahre zu würdigen.
Dies war die unmittelbare Pflege von Lübecks Handel, Industrie und Schifffahrt in seinen ersten neun Jahren in der Stadt. Seine Kompetenz wandte er auf die heimische Wirtschaft auf dem Gebiet der Handels- und Verkehrspolitik an und brachte ihm die Erwählung in das Senatorenamt ein. In der Senatsverwaltung wirkte er 25 Jahre vor allem in der Kommission für Handel und Schifffahrt sowie der Finanzbehörde, übernahm deren Vorsitz in schweren Zeiten und ’bewahrte die Lübecker Wirtschaft vor schwersten Schädigungen.